# Scotophaeus varius
Scotophaeus varius är en spindelart som beskrevs av Simon 1893. Scotophaeus varius ingår i släktet Scotophaeus och familjen plattbuksspindlar.
Artens utbredningsområde är Kanarieöarna. Inga underarter finns listade i Catalogue of Life.